# Estadio de la Cerámica
Estadio de la Cerámica (tidligere, og ofte stadig, kaldet El Madrigal) er et fodboldstadion i den spanske by Vila-real, der er hjemmebane for La Liga-klubben Villarreal C.F.. Stadionet har en kapacitet på 24.890 siddende tilskuere.
Stadionet blev opført i 1923 under navnet Campo del Villarreal, og er siden da blevet renoveret flere gange, blandt andet i 2005, hvor stadionet skulle moderniseres for at møde UEFAs stadionkrav. Kravene blev opfyldt, og stadionet blev benyttet, da hjemmeholdet nåede Champions League-turneringens semifinale.